# Kustánczi Linda Lia
Kustánczi Linda Lia (Tapolca, 1983. december 13. –) magyar modell, playmate, televíziós személyiség.

## Élete
Két tannyelvű idegenforgalmi iskolába járt Szombathelyre, majd a főiskolán közgazdász szakon végzett. 2005-ben került közel a média és a divat világához, amikor indult egy playmate-választáson, amit meg is nyert. 2006-ban a CKM nevű férfimagazin májusi és júniusi címlapján szerepelt. Majd ugyanebben az évben megalakult a CKM Bikini Team, aminek a csapatkapitányaként tevékenykedett, folyamatosan CKM megjelenésekkel. 2006 és 2008 között a Misso Fashion arca volt. 2007 és 2008 között az Axe reklámokban tűnt fel. 2010-ben a Poppy Underwearnek pózolt. Ezek mellett a Bár 2.0 reality show műsorvezetőjeként ismerhettük meg a Viasat 3-on. 2009-ben debütált énekesnőként első kislemeze, amelyhez videóklip is készült a Csak egy érintés címet viseli. 2010 szeptemberében kezdték el játszani a zenecsatornák második videóklipjét, az Elképzelem veledet. Cukor-, liszt- és tejérzékeny. 2022-ben szerepelt a Konyhafőnök VIP című műsorban.